# 野口正一
野口 正一（のぐち しょういち、1930年3月5日 - ）は、日本の情報工学者。東北大学名誉教授。元会津大学学長。元情報処理学会会長。

## 人物・経歴
東京都八王子市生まれ。東京府立第二商業学校（現東京都立第二商業高等学校）を経て、1948年横浜工業専門学校（現横浜国立大学理工学部）入学。編入制度のあった東北大学工学部に編入し、1954年に卒業後、同大学院の大泉充郎研究室に所属したが、本多波雄から大きな影響を受けたという。1960年東北大学大学院博士課程修了、工学博士。
1962年東北大学電気通信研究所助教授。1971年東北大学電気通信研究所教授。1984年東北大学大型計算機センター長。1990年東北大学応用情報学研究センター長。1993年日本大学工学部教授。1995年情報処理学会会長。1997年会津大学学長。2001年公益財団法人仙台応用情報学研究振興財団理事長。2009年東北大学電気系同窓会会長。

## 著書
- 『情報工学基礎論 1』丸善 1976年
- 『情報ネットワークの理論』岩波書店 1982年
- 『知識工学基礎論』（滝沢誠と共著）オーム社 1986年

## 受賞
- 1960年 電気通信学会稲田賞[1]
- 1985年 情報処理学会創立25周年記念論文賞[1]
- 1992年 郵政大臣賞情報化推進に対する功績賞[1]
- 1999年 情報処理学会名誉会員[1]
- 2006年 瑞宝中綬章[1]